# République (couraçado)
O République foi um couraçado pré-dreadnought operado pela Marinha Nacional Francesa e a primeira embarcação da Classe République, seguido pelo Patrie. Sua construção começou em dezembro de 1901 no estaleiro do Arsenal de Brest e foi lançado ao mar em setembro do ano seguinte, sendo comissionado em janeiro de 1907. Era armado com uma bateria principal composta por quatro canhões de 305 milímetros montados em duas torres de artilharia duplas, tinha um deslocamento de mais de catorze mil toneladas e conseguia alcançar uma velocidade máxima de dezoito nós.
O République serviu junto com a Esquadra do Mediterrâneo em tempos de paz e suas principais atividades consistiram na realização de exercícios de rotina e cruzeiros para portos estrangeiros. Com o início da Primeira Guerra Mundial em julho de 1914, o navio escoltou comboios de tropas vindos do Norte da África, em seguida sendo colocado para conter a Marinha Austro-Húngara no Mar Adriático, participando em agosto da Batalha de Antivari. Suas atividades em seguida consistiram em patrulhas pela área até a entrada da Itália na guerra em 1915, permitindo a retirada francesa.
O couraçado foi enviado em meados de 1916 para dar cobertura para a retirada da Campanha de Galípoli, sendo depois colocado na Grécia a fim de pressionar os gregos a entrarem na guerra pelo lado dos Aliados, chegando a enviar uma equipe de desembarque para apoiar um golpe pró-Aliados. Pouco fez durante 1917 e 1918, sendo parcialmente desarmado em janeiro de 1918 e transformado em um navio-escola. O République continuou a atuar nessa função até ser substituído por outras embarcações em 1920, sendo descomissionado em maio de 1921 e desmontado.

## Projeto
Os navios da classe République marcaram uma melhoria significativa em relação aos anteriores encouraçados franceses, sendo significativamente maiores e mais bem armados e blindados do que o encouraçado anterior. Projetados por Louis-Émile Bertin, os navios incorporaram um novo layout de blindagem que incluía uma cidadela blindada mais abrangente que resistiria melhor às inundações do que a blindagem lateral rasa usada em embarcações anteriores.
O République tinha 135,25 metros de comprimento no geral e tinha uma boca de 24,25 metros e um calado médio de 8,2 metros. Ele deslocava 14 870 toneladas em plena carga. Ele era movido por três motores verticais de expansão tripla com 24 caldeiras Niclausse. Eles foram avaliados em 17 500 cavalos de força e proporcionavam uma velocidade máxima de dezoito nós (33 quilômetros por hora). O armazenamento de carvão totalizava 1 800 toneladas, que proporcionavam um alcance máximo de dezesseis mil quilômetros a uma velocidade de cruzeiro de dez nós (dezenove quilômetros por hora). Ele tinha uma tripulação de 32 oficiais e 710 homens alistados.
A bateria principal do République consistia em quatro Modèle 1893/96 de 305 milímetros montados em duas torres de canhão duplo, uma à frente e outra à ré. A bateria secundária consistia em dezoito canhões Modèle 1893 de 164 milímetros; doze foram montados em torres gêmeas e seis em casamatas no casco. Ele também carregava 24 canhões de 47 milímetros. O navio também estava armado com dois tubos de torpedo de 450 milímetros, que ficavam submersos no casco.
O cinturão principal do navio era de 280 milímetros de espessura na cidadela central, e estava conectado a dois conveses blindados; o andar superior era de 54 milímetros de espessura enquanto o convés inferior tinha 51 milímetros, com lados inclinados de setenta milímetros. Os canhões da bateria principal foram protegidos por até 360 milímetros de blindagem nas frentes das torres, enquanto as torres secundárias tinham 138 milímetros de armadura nas faces. A torre de comando tinha 266 milímetros de espessura nos lados.

### Modificações
Testes para determinar se as torres da bateria principal poderiam ser modificadas para aumentar a elevação dos canhões (e, portanto, seu alcance) provaram ser impossíveis, mas a Marinha determinou que os tanques de ambos os lados do navio poderiam ser inundados para induzir um salto de 2 graus. Isso aumentou o alcance máximo das armas de 12 500 para 13 500 metros. Novos motores foram instalados nas torres secundárias em 1915–1916 para melhorar suas taxas de giragem e elevação. Também em 1915, os canhões de 47 milímetros localizados em cada lado da ponte foram removidos e os dois na superestrutura traseira foram movidos para o teto da torre traseira. Em 8 de dezembro de 1915, o comando naval emitiu ordens para que a bateria leve fosse revisada para apenas quatro dos canhões de 47 milímetros e oito canhões de 65 milímetros. A bateria leve foi revisada novamente em 1916, com os quatro canhões de 47 milímetros sendo convertidos com montagens antiaéreas de alto ângulo. Eles foram colocados no topo da torre da bateria principal traseira e nos telhados das torres secundárias número 5 e 6. Em 1912–1913, o navio recebeu dois Telêmetros Barr & Stroud de dois metros.

## Histórico de serviço

### Construção – 1909

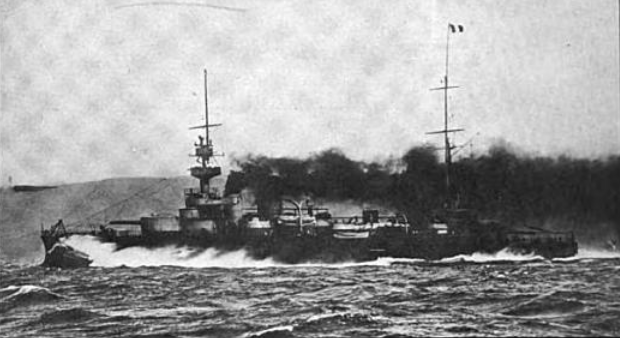
République a todo vapor

O République foi batido no Arsenal de Brest em 27 de dezembro de 1901, lançado em 4 de setembro de 1902 e comissionado em 12 de janeiro de 1907, logo após o lançamento do revolucionário encouraçado britânico HMS Dreadnought, que tornou obsoletos os pré-dreadnoughts como o République. Após o comissionamento, o République conduziu seus testes no mar. Durante os testes de velocidade, ele atingiu uma velocidade máxima de 19,15 nós (35,47 quilômetros por hora) mais de um nó mais rápido que sua velocidade planejada de dezoito nós (33 quilômetros por hora). De 16 a 26 de janeiro, ele navegou de Brest para Toulon, onde realizou testes de telegrafia sem fio em conjunto com o cruzador blindado Kléber e a Torre Eiffel de 14 a 17 de fevereiro. Ele então se juntou à 1ª Divisão do Esquadrão Mediterrâneo, junto com sua irmão Patrie e Suffren, a nau capitânia da divisão. A partir de 1 de julho, a frota francesa iniciou as manobras anuais de verão, que duraram até 31 de julho. O Esquadrão Mediterrâneo juntou-se ao Esquadrão Norte para exercícios no Mediterrâneo Ocidental.
Em 13 de janeiro de 1908, o République e os couraçados Patrie, Charlemagne, Gaulois, Saint Louis, Masséna e Jauréguiberry navegaram para Golfe-Juan e depois para Villefranche-sur-Mer, onde permaneceram por mais de um mês. Em junho e julho, as Esquadras do Mediterrâneo e do Norte realizaram as suas manobras anuais, desta vez ao largo de Bizerta. A esquadra atracou em Villefranche em Fevereiro de 1909 e depois realizou exercícios de treino ao largo da Córsega, seguidos de uma revisão naval em Villefranche para o Presidente Armand Fallières em 26 de Abril. Durante este período de treinamento, no dia 17 de março, République, Patrie, Justice e Liberté realizaram treinamento de tiro, utilizando como alvo o ironclad Tempête.
Em junho, o République, Justice e o cruzador protegido Galilée iniciaram treinamento no Atlântico; eles encontraram Patrie, Démocratie, Liberté e o cruzador blindado Ernest Renan em Cádiz, Espanha, em 12 de junho. O treinamento incluiu servir como alvo para os submarinos da frota no estreito de Pertuis d'Antioche. Os navios então seguiram para o norte, para La Pallice, onde realizaram testes com seus aparelhos sem fio e treinamento de tiro na baía de Quiberon. De 8 a 15 de julho, os navios pararam em Brest e no dia seguinte partiram para Le Havre. Lá, eles encontraram o Esquadrão Norte para outra revisão da frota de Fallières em 17 de julho. Dez dias depois, a frota combinada navegou para Cherbourg, onde realizou outra revisão da frota, desta vez durante a visita do czar Nicolau II da Rússia. Em outubro, os navios da 1ª Divisão, que então consistia em République e Patrie, partiram para Barcelona, na Espanha. Os navios foram inspecionados pelo rei Alfonso XIII, que embarcou em Patrie durante a visita.

### 1910–1914

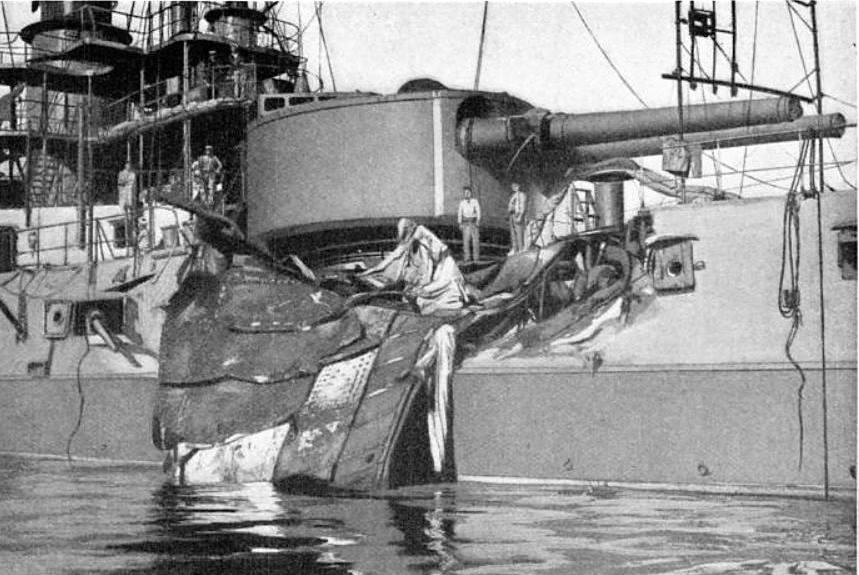
Uma placa de blindagem do Liberté, alojada na lateral do République, após a explosão.

O République juntou-se a Patrie, Justice, Vérité, Démocratie e Suffren para um ataque simulado ao porto de Nice em 18 de fevereiro. Durante as manobras, o Patrie lançou um torpedo que atingiu acidentalmente o République, danificando seu casco e obrigando-o a embarcar em Toulon para reparos. Os navios da 1ª Esquadra realizaram exercícios de treino ao largo da Sardenha e da Argélia de 21 de maio a 4 de junho, seguidos de manobras combinadas com a 2ª Esquadra de 7 a 18 de junho. Um surto de febre tifóide entre as tripulações dos couraçados no início de dezembro obrigou a Marinha a confiná-los no Golfe-Juan para conter a febre. Em 15 de dezembro, o surto havia diminuído.
Em 16 de abril de 1911, o République e o resto da frota escoltaram Vérité, que tinha a bordo Fallières, o Ministro da Marinha Théophile Delcassé, e Charles Dumont, o Ministro das Obras Públicas, Correios e Telégrafos, até Bizerta. Eles chegaram dois dias depois e realizaram uma revisão da frota que incluiu dois navios de guerra britânicos, dois navios de guerra italianos e um cruzador espanhol em 19 de abril. A frota regressou a Toulon no dia 29 de abril, onde Fallières duplicou as rações das tripulações e suspendeu quaisquer punições para agradecer aos homens pelo seu desempenho. O République e o resto do 1º Esquadrão e os cruzadores blindados Ernest Renan e Léon Gambetta fizeram um cruzeiro no Mediterrâneo ocidental em maio e junho, visitando vários portos, incluindo Cagliari, Bizerta, Bône, Philippeville, Argel e Bougie. Em 1º de agosto, os couraçados da classe Danton começaram a entrar em serviço e foram designados para o 1º Esquadrão, deslocando o République, o Patrie e os navios da classe Liberté para o 2º Esquadrão.
A frota realizou outra revisão da frota fora de Toulon em 4 de setembro. O almirante Jauréguiberry levou a frota ao mar no dia 11 de setembro para manobras e visitas ao Golfe-Juan e Marselha, regressando ao porto cinco dias depois. Em 25 de setembro, o Liberté explodiu enquanto estava em Toulon, outro couraçado francês reivindicado pelo instável propelente Poudre B. Um pedaço de placa de blindagem de 37 toneladas atingiu o République a estibordo, diretamente atrás da torre da bateria principal e matou vinte e três homens. Na investigação dos danos, constatou-se que um projétil de melinita do Liberté atingiu o navio no mesmo local e explodiu, abrindo um buraco no convés blindado. Apesar do acidente, a frota continuou com sua rotina normal de exercícios de treinamento e cruzeiros durante o resto do ano.

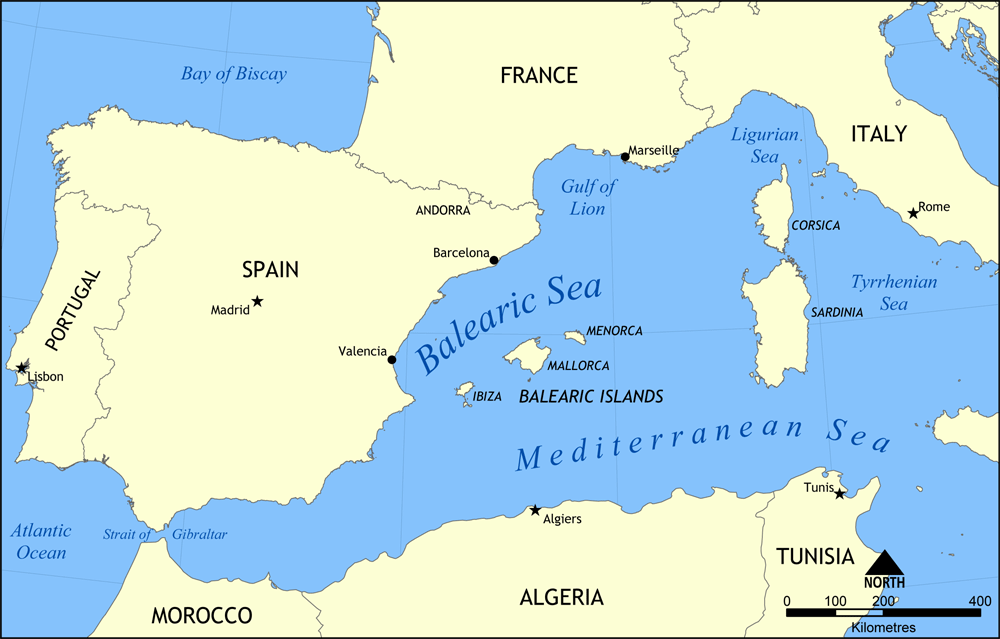
Mapa do Mediterrâneo Ocidental, onde République passou a maior parte de sua carreira em tempos de paz

Em 24 de abril de 1912, o République foi para o mar com o Justice para treinamento de artilharia no ancoradouro de Hyères; Patrie e Vérité se juntaram a eles no dia seguinte. O almirante Augustin Boué de Lapeyrère inspecionou ambos os esquadrões de navios de guerra em Golfe-Juan de 2 a 12 de julho, após o que os navios navegaram primeiro para a Córsega e depois para a Argélia. No final do ano, o République entrou em doca seca em Toulon para uma reforma que foi concluída no início de abril, após a qual ela retornou ao 2º Esquadrão. A frota francesa, que então incluía dezesseis couraçados, realizou manobras em grande escala entre Toulon e a Sardenha a partir de 19 de maio. Os exercícios foram concluídos com uma revisão da frota para o presidente Raymond Poincaré. A prática de artilharia ocorreu de 1 a 4 de julho. O 2º Esquadrão partiu de Toulon em 23 de agosto com os cruzadores blindados Jules Ferry e Edgar Quinet e duas flotilhas de contratorpedeiros para realizar exercícios de treinamento no Atlântico. Durante a rota para Brest, os navios pararam em Tânger, Royan, Le Verdon, La Pallice, Baía de Quiberon e Cherbourg. Chegaram a Brest em 20 de setembro, onde encontraram uma esquadra russa de quatro couraçados e cinco cruzadores. Os navios então voltaram para o sul, parando em Cádiz, Tânger, Mers El Kébir, Argel e Bizerte antes de finalmente chegarem de volta a Toulon em 1º de novembro. Em 3 de dezembro, République, Justice, Vérité e Démocratie conduziram treinamento com torpedos e exercícios de telêmetro.
Os navios do 2º Esquadrão realizaram treinamento com torpedos em 19 de janeiro de 1914 e, no final daquele mês, partiram para Bizerta, retornando a Toulon em 6 de fevereiro. Em 4 de março, République, Démocratie, Vérité e Justice juntaram-se aos couraçados do 1º Esquadrão e ao 2º Esquadrão Ligeiro para uma visita a Porto-Vecchio, na Sardenha. Em 30 de março, os navios da 2ª Esquadra partiram para Malta para visitar a Frota Britânica do Mediterrâneo, permanecendo lá até 3 de abril. A esquadra visitou vários portos em junho, mas após o assassinato do arquiduque Francisco Ferdinando e a crise de julho que se seguiu, a frota permaneceu perto do porto, fazendo apenas curtas surtidas de treinamento à medida que as tensões internacionais aumentavam.

### Primeira Guerra Mundial

#### 1914–1915

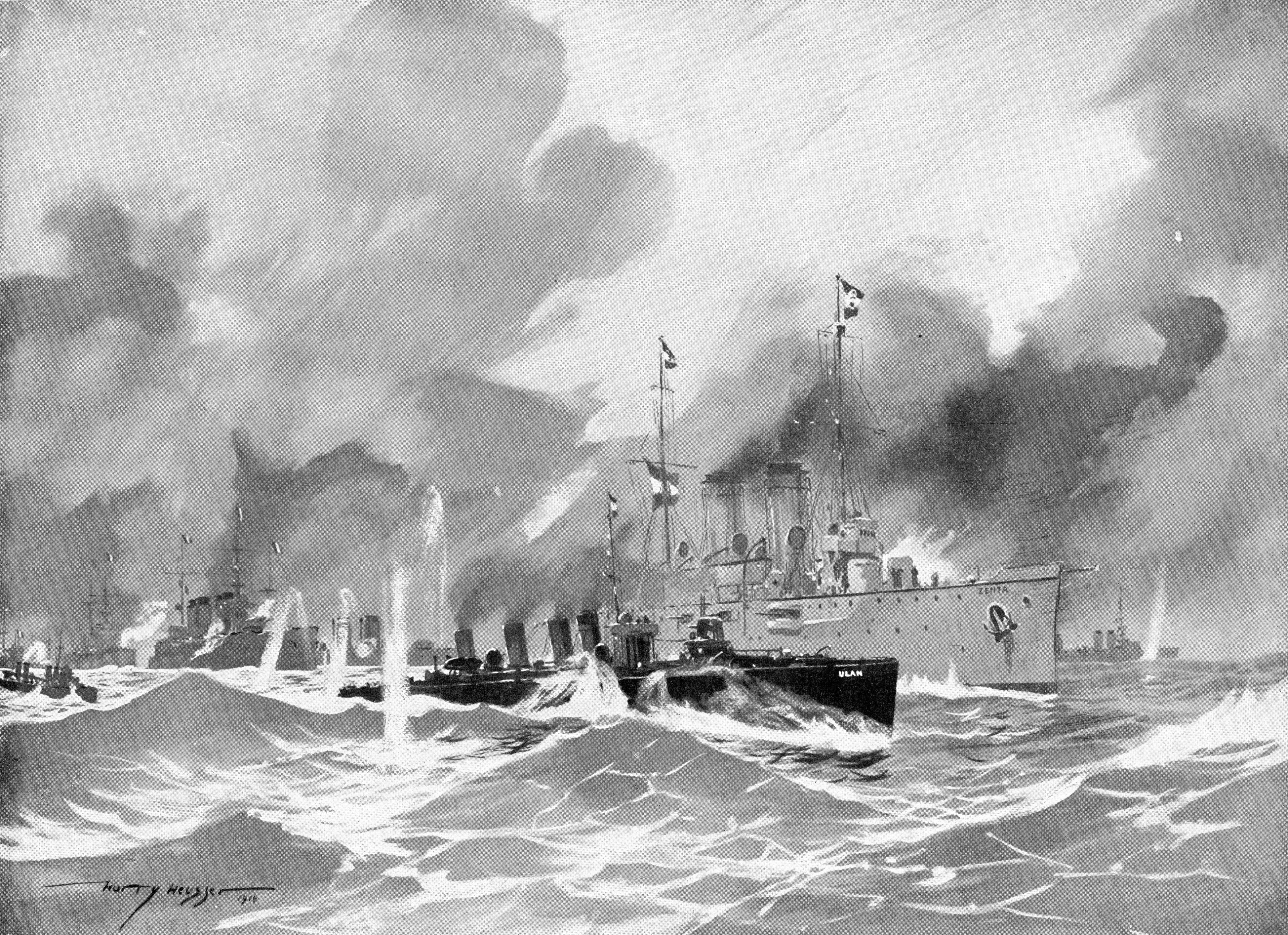
Os navios austro-húngaros e Ulan sob o fogo da frota francesa na Batalha de Antivari

Após a eclosão da Primeira Guerra Mundial em julho de 1914, a França anunciou a mobilização geral em 1º de agosto. No dia seguinte, Boué de Lapeyrère ordenou que toda a frota francesa começasse a aumentar o vapor às 22h15 para que os navios pudessem fazer uma surtida mais cedo no dia seguinte. Confrontada com a perspectiva de que a Divisão Alemã do Mediterrâneo - centrada no cruzador de batalha SMS Goeben - pudesse atacar os navios de tropas que transportavam o exército francês no Norte de África para a França metropolitana, a frota francesa foi encarregada de fornecer escolta pesada aos comboios. Assim, o République e o resto da 2ª Esquadra foram enviados para Argel, onde se juntaram a um grupo de sete navios de passageiros que contava com um contingente de sete mil soldados do XIX Corpo de exército. No mar, os novos couraçados Courbet e Jean Bart e os couraçados da classe Danton Condorcet e Vergniaud, que assumiram a escolta do comboio. Em vez de atacar os comboios, Goeben bombardeou Bône e Philippeville e depois fugiu para o leste, para o Império Otomano.
Em 12 de agosto, a França e a Grã-Bretanha declararam guerra ao Império Austro-Húngaro à medida que o conflito continuava a aumentar. Os 1º e 2º Esquadrões foram, portanto, enviados ao sul do Mar Adriático para conter a Marinha Austro-Húngara. Em 15 de agosto, os dois esquadrões chegaram ao Estreito de Otranto, onde encontraram os cruzadores britânicos em patrulha HMS Defence e HMS Weymouth ao norte de Othonoi. Boué de Lapeyrère então levou a frota para o Adriático na tentativa de forçar uma batalha com a frota austro-húngara; na manhã seguinte, os cruzadores britânicos e franceses avistaram ao longe navios que, ao aproximarem-se deles, revelaram ser o cruzador protegido SMS Zenta e o torpedeiro Ulan, que tentavam bloquear a costa de Montenegro. Na Batalha de Antivari que se seguiu, Boué de Lapeyrère inicialmente ordenou que seus couraçados disparassem tiros de advertência, mas isso causou confusão entre os artilheiros da frota que permitiu que Ulan escapasse.  Zenta tentou fugir, mas rapidamente recebeu vários golpes que desativaram seus motores e o incendiaram. Ele afundou logo depois e a frota anglo-francesa retirou-se.
A frota francesa patrulhou o extremo sul do Adriático durante os três dias seguintes com a expectativa de que os austro-húngaros contra-atacassem, mas o seu adversário nunca chegou. Em 17 de agosto, Justice e Démocratie colidiram em meio a forte neblina às 09h20; a última embarcação perdeu o leme e o parafuso central. O République o rebocou às 12h40, navegando primeiro para Corfu e depois para Malta. Eles chegaram lá em 20 de agosto, momento em que o République voltou para o norte para se juntar ao seu esquadrão. Em 1 de setembro, os navios de guerra franceses bombardearam as fortificações austríacas em Cattaro, numa tentativa de atrair a frota austro-húngara, que mais uma vez se recusou a morder a isca. Além disso, muitos dos navios ainda tinham cartuchos carregados da batalha com Zenta, e os canhões não podiam ser esvaziados a não ser disparando-os. Nos dias 18 e 19 de setembro, a frota fez outra incursão no Adriático, navegando até o norte até a ilha de Lissa.
A frota continuou estas operações em outubro e novembro, incluindo uma varredura ao largo da costa de Montenegro para cobrir um grupo de navios mercantes que ali reabasteciam o seu carvão. Ao longo deste período, os navios de guerra circularam por Malta ou Toulon para manutenção periódica; Corfu tornou-se a principal base naval da região. As patrulhas continuaram até o final de dezembro, quando um submarino austro-húngaro torpedeou Jean Bart, levando à decisão do comando naval francês de retirar a principal frota de batalha das operações diretas no Adriático. Durante o resto do mês, a frota permaneceu na Baía de Navarino. A partir de então, a frota de batalha ocupou-se com patrulhas entre Citera e Creta; essas varreduras continuaram até 7 de maio. Após a entrada italiana na guerra ao lado da França, a frota francesa entregou o controle das operações no Adriático à Regia Marina (Marinha Real) e retirou a sua frota para Malta e Bizerta, tornando-se esta última a principal base da frota.

#### 1916–1918
Em janeiro de 1916, o République juntou-se à frota aliada ao largo dos Dardanelos, apoiando a campanha de Gallipoli, então em sua fase final. Ele e Gaulois cobriram a evacuação de Gallipoli logo depois. Após a retirada de Galípoli, os franceses transferiram muitos dos seus pré-dreadnoughts, incluindo o République, para Salonica, na Grécia. Esses navios, compreendendo os cinco couraçados das classes République e Liberté, foram organizados como o 3º Esquadrão e foram encarregados de pressionar o governo grego. O governo grego, sob o rei Constantino I, até então se recusou a entrar na guerra ao lado dos Aliados, em grande parte devido ao fato de a esposa de Constantino, Sofia, ser irmã do Kaiser Guilherme II. Ao longo de junho e julho, os navios alternaram entre Salônica e Mudros, e mais tarde naquele mês a frota foi transferida para Cefalônia.
Em agosto, um grupo pró-Aliado lançou um golpe contra a monarquia na Noemvriana, que os Aliados procuraram apoiar. O République contribuiu com homens para um grupo de desembarque que desembarcou em Atenas em 1º de dezembro para apoiar o golpe. As tropas britânicas e francesas foram derrotadas pelo exército grego e por civis armados e foram forçadas a retirar-se para os seus navios, após o que a frota britânica e francesa impôs um bloqueio às partes do país controladas pelos monarquistas. Em junho de 1917, Constantino foi forçado a abdicar e o 3º Esquadrão foi dissolvido; o République e o Patrie tornaram-se a Divisão Naval Oriental e foram enviados para o Mediterrâneo oriental. Enquanto estava em Lemnos, na noite de 17 para 18 de novembro, o République libertou-se das âncoras e encalhou no porto, embora tenha sido reflutuado com a ajuda de vários rebocadores e navios britânicos. Em dezembro, ambos os navios tiveram seus canhões casamata centrais e traseiros removidos. Os navios passaram 1917 praticamente ociosos, pois os homens foram retirados dos couraçados da frota para uso em navios de guerra anti-submarinos.
Em 20 de janeiro de 1918, os franceses receberam a notícia de que o cruzador de batalha Goeben (agora sob a bandeira otomana como Yavuz Sultan Selim) faria uma surtida, então République e Patrie se prepararam para a ação. O cruzador de batalha atingiu várias minas navais, entretanto, e interrompeu o ataque. Pouco depois, o République viajou para Toulon para manutenção que durou de 29 de janeiro a 19 de fevereiro. Isso incluiu a substituição de dois de seus canhões de 305 milímetros, mas enquanto isso estava sendo feito, o estaleiro recebeu ordens para entregar os dois canhões ao exército francês para uso em campo. Com apenas metade de sua bateria principal ainda montada, o République foi então reduzido a um navio de treinamento em 28 de março.

### Destino pós-guerra
O République continuou em serviço como navio de treinamento após a guerra; em 1º de julho de 1919 ele foi formalmente designado para a escola de armeiros e artilheiros. Em 2 de outubro de 1919, ele foi para a doca seca para remover as torres da bateria principal e seus canhões casamatados de 164,7 milímetros também foram removidos, embora ele tenha mantido os canhões da torre secundária. À medida que os couraçados mais modernos foram retirados de serviço na redução da força do pós-guerra, eles substituíram o République. Em 9 de dezembro de 1920, o encouraçado Diderot tomou seu lugar na escola de artilharia. O République foi desativado em 21 de maio de 1921 e retirado do registro naval em 29 de junho. Em novembro, ele foi levado para Savona, na Itália, onde foi desmantelado para sucata.